# Ukraiński kryzys uchodźczy
Ten artykuł dotyczy trwającego wydarzenia. Informacje w nim zamieszczone mogą się zmienić lub zdezaktualizować wraz z postępem zdarzenia, a początkowe doniesienia mogą być niepewne. Ostatnie zmiany tego artykułu mogą nie odzwierciedlać najbardziej aktualnych informacji.
Ukraiński kryzys uchodźczy – kryzys uchodźczy, spowodowany rosyjską inwazją na Ukrainę w 2022 roku. Rozpoczął się wraz z inwazją wojsk rosyjskich 24 lutego 2022 r. W sumie do 20 kwietnia swoje domy na Ukrainie opuściło dziesięć milionów osób – ponad jedna czwarta populacji.
Większość uchodźców znalazła schronienie w sąsiednich krajach na zachód od Ukrainy: Polsce, Węgrzech, Mołdawii, Rumunii i Słowacji. Niektórzy uchodźcy przenieśli się następnie dalej na zachód, do innych krajów europejskich i do Ameryki (głównie do Kanady i USA).
Kraje znajdujące się w Unii Europejskiej oraz graniczące z Ukrainą zezwoliły na wjazd wszystkim osobom uciekającym przed wojną na Ukrainie ze względów humanitarnych, niezależnie od tego, czy posiadają paszporty biometryczne. Unia Europejska postanowiła również przyznać prawo do pobytu, pracy i nauki w dowolnym wybranym przez uchodźcę kraju członkowskim, początkowo na okres jednego roku.
Przewoźnicy kolejowi w kilku krajach, takich jak Polska i Niemcy, umożliwili ukraińskim uchodźcom bezpłatne podróżowanie pociągami. Obywatele Ukrainy mogli swobodnie podróżować do wielu innych krajów europejskich.

## Liczby
Biuro Organizacji Narodów Zjednoczonych ds. Koordynacji Pomocy Humanitarnej oszacowało 27 lutego, że na Ukrainie 18 milionów ludzi jest dotkniętych konfliktem, a 12 milionów ludzi będzie potrzebować opieki zdrowotnej. Liczba osób uciekających przed wojną może sięgnąć 4 milionów.
Według danych ONZ na dzień 20 kwietnia 2022 r. liczba ukraińskich uchodźców przekroczyła 5 mln osób. Najwięcej, bo 2451,3 tys. uchodźców, znalazło się do tego dnia w Polsce. Do 19 marca do Rumunii dotarło ich 643 tys., do Mołdawii 394,7 tys., na Węgry 390,3 tys., do Słowacji 301,4 tys., do Rosji 350,6 tys., na Białoruś 2,5 tys. Do 14 marca ponad 304 tys. osób trafiło do innych krajów europejskich.

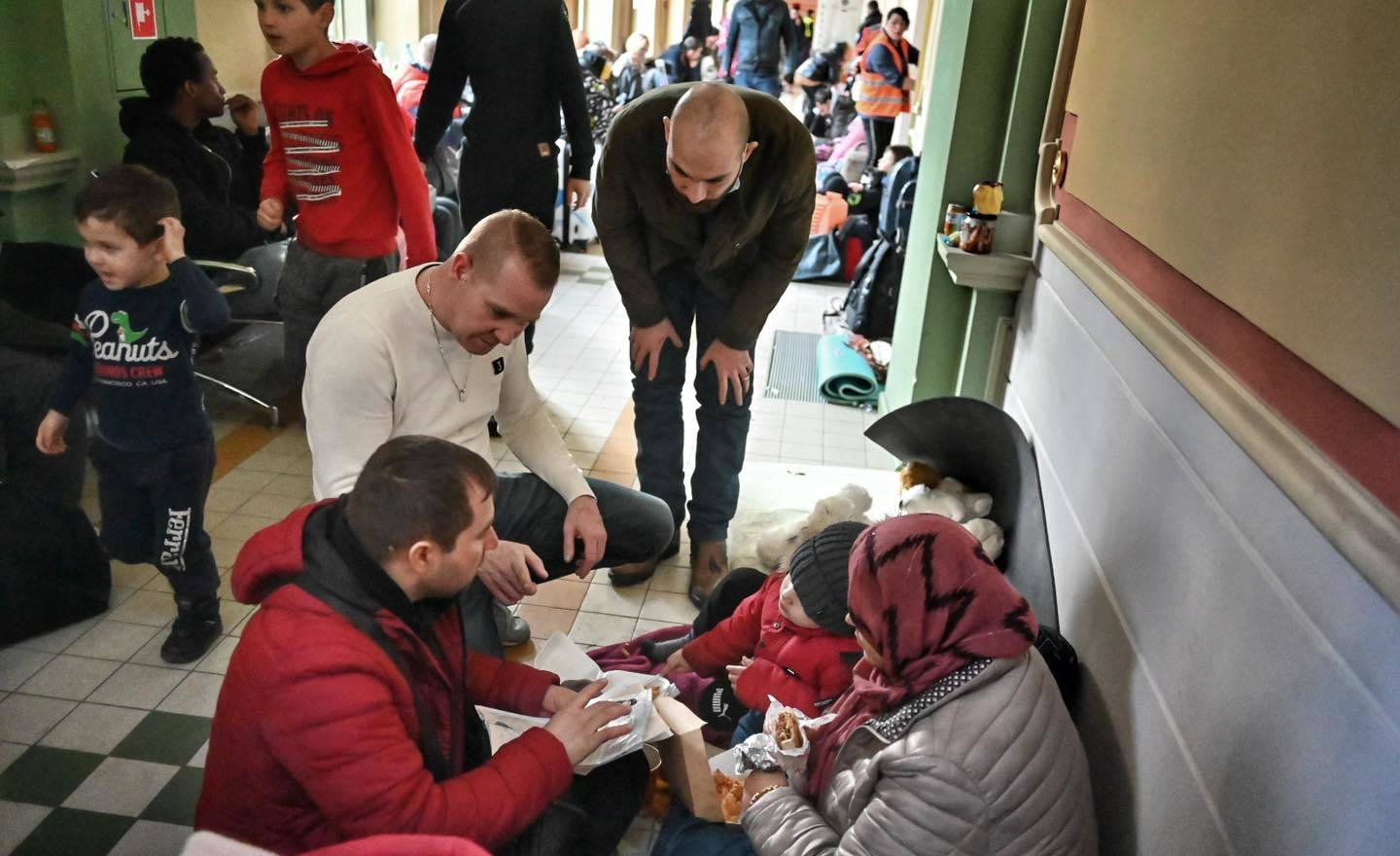
Uchodźcy na dworcu Przemyśl Główny

| Kierunek migracji uchodźców | Liczba uchodźców |
| --------------------------- | ---------------- |
| Rosja                       | 1 212 585        |
| Niemcy                      | 1 139 690        |
| Polska                      | 956 635          |
| Czechy                      | 381 400          |
| Włochy                      | 168 840          |
| Mołdawia                    | 116 195          |
| Słowacja                    | 115 875          |
| Rumunia                     | 78 745           |
| Francja                     | 69 670           |
| Bułgaria                    | 67 770           |
| Węgry                       | 65 585           |
| Litwa                       | 52 670           |
| Estonia                     | 38 245           |

## Państwa sąsiadujące z Ukrainą

### Polska

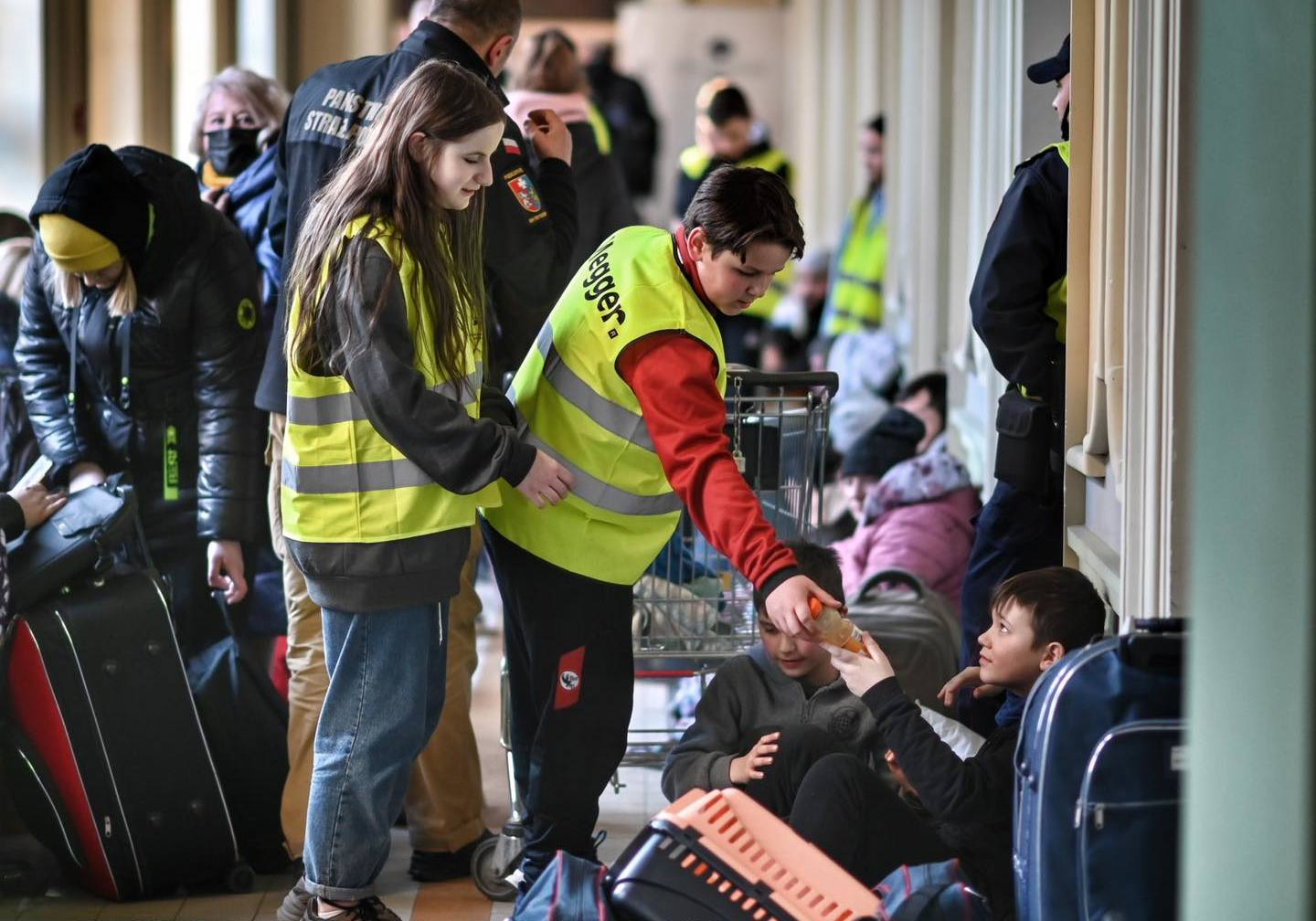
Wolontariusze pomagający uchodźcom na stacji Przemyśl Główny (luty 2022)

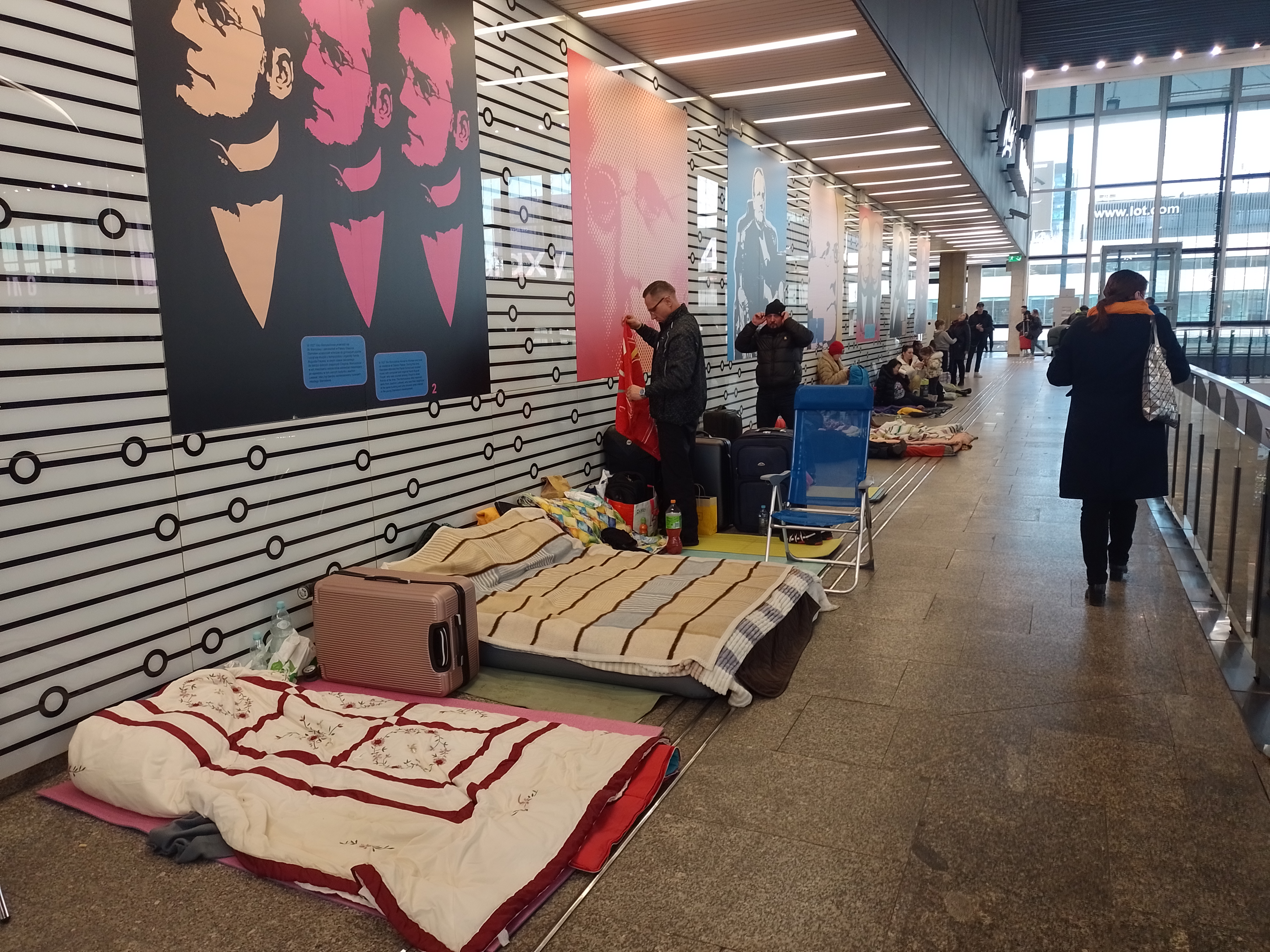
Prowizoryczne miejsca do spania na dworcu Warszawa Centralna (marzec 2022)

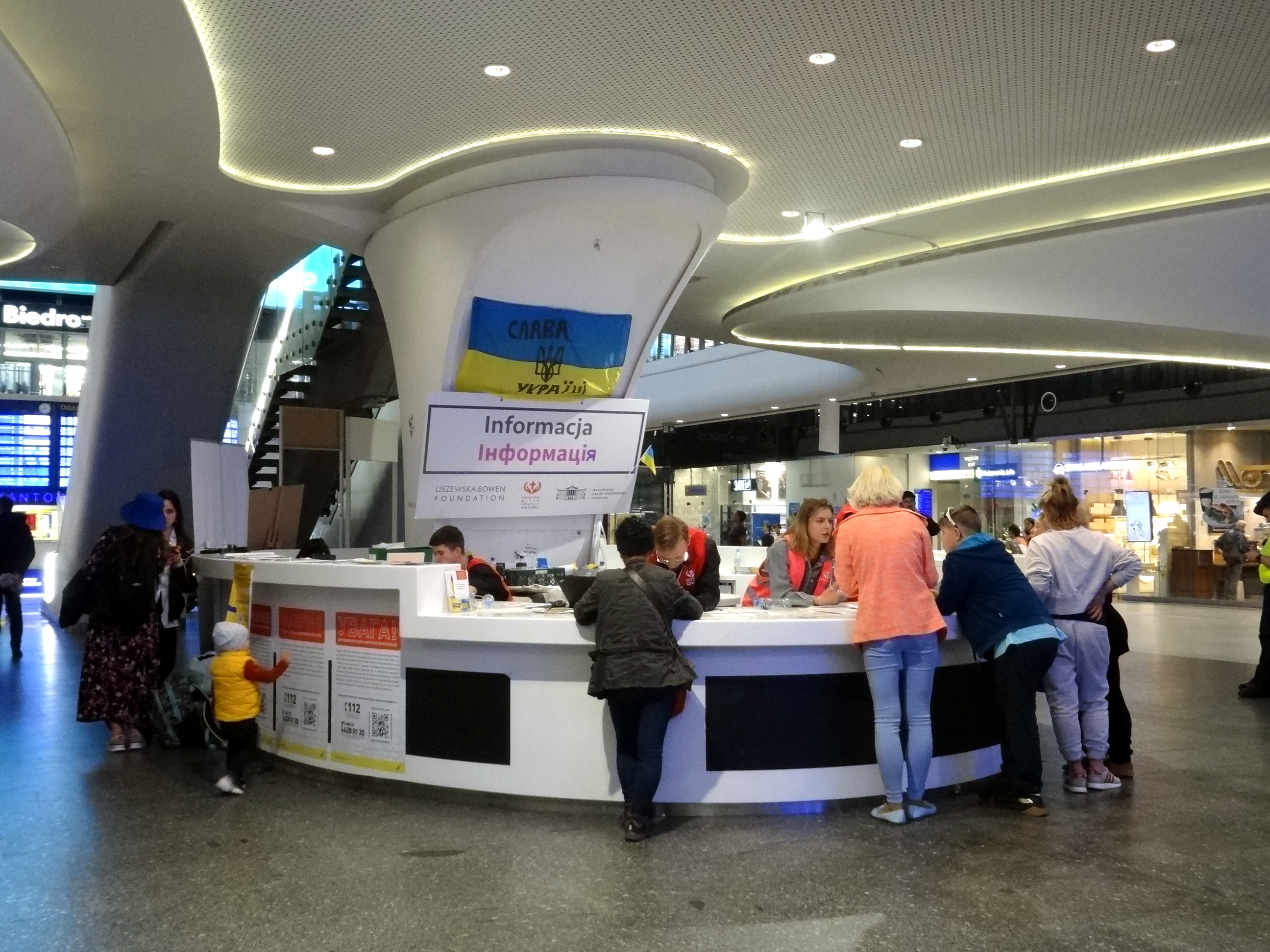
Punkt informacyjny dla uchodźców ukraińskich na dworcu Centralnym w Warszawie (maj 2022)

Jak informował oficjalny portal polskiego rządu: wszystkie osoby uciekające z Ukrainy przed konfliktem zbrojnym nie muszą się rejestrować ani martwić o formalności w punktach przyjmowania. Wszystkie osoby uciekające z Ukrainy, szukające schronienia w Polsce, nie muszą martwić się o legalność swojego pobytu. W najbliższych dniach nie ma również konieczności składania wniosków w Urzędzie do Spraw Cudzoziemców/urzędach wojewódzkich/Placówkach Straży Granicznej. To samo dotyczy obywateli Ukrainy przebywających w Polsce, których zezwolenia na pobyt wygasły. Podczas przekraczania granicy: wszystkie dokumenty potwierdzające Twoją tożsamość są przydatne. Jeśli dziecko nie posiada dowodu osobistego lub paszportu, przyda się akt urodzenia.
Strony internetowe z informacjami dla uchodźców uruchamiane były także w języku ukraińskim. Rząd przygotował akty prawne, które ułatwiły zatrudnianie Ukraińców w Polsce, ponieważ wcześniej wymagane były wizy pracownicze, bo Ukraińcy byli spoza UE.

#### Punkty recepcyjne
Przy przejściach granicznych na granicy polsko-ukraińskiej oraz w największych polskich miastach, stacjach kolejowych powstały tzw. punkty recepcyjne, które były pierwszym miejscem kontaktu uchodźcy po przekroczeniu polskiej granicy. Na miejscu tłumacze, wojsko, policja i wolontariusze zapewniali wyżywienie, opiekę medyczną i inne niezbędne zaopatrzenie. Stamtąd uchodźcy byli kierowani do miejsc noclegowych.

#### Centra obsługi uchodźców
W każdym województwie otwarto punkty zbiórki dla uchodźców, w których lokalne władze, ludność oraz organizacje zapewniały bezpłatne zakwaterowanie, wyżywienie i inne niezbędne zaopatrzenie. W Krakowie obiekt po dawnej Galerii Plaza zamieniono w punkt pomocy uchodźcom, w którym powstały miejsca noclegowe oraz tzw. „Szafa Dobra”, czyli miejsce, gdzie wydawana była odzież.

#### Miejsca noclegowe
W każdym województwie w wolnych domach studenckich, sanatoriach, hotelach oraz halach widowiskowo-sportowych przygotowano miejsca do zakwaterowania, do których uchodźcy byli kierowani z punktów recepcyjnych. Poza tym ogromna liczba obywateli i organizacji dobrowolnie oferuje bezpłatne zakwaterowanie i inną pomoc.

#### Bezdomność
Napływ uchodźców pogłębił problem bezdomności – według danych z 2024 roku, Ukraińcy stanowili 6% osób bezdomnych w Polsce. W szczególności wskazywane są trudności w koordynacji działań ministerstw odpowiedzialnych za opiekę nad osobami chorymi i z niepełnosprawnościami.

#### Opieka medyczna
Mimo pandemii COVID-19 Polska zniosła obowiązek kwarantanny dla osób przybywających spoza Unii Europejskiej bez szczepień ochronnych. W stan pogotowia postawiono placówki medyczne i przygotowano pociąg szpitalny do transportu przybywających rannych.
Ratownicy medyczni z Polski uczestniczyli też aktywnie w ewakuacji osób poszkodowanych podczas inwazji, współpracując przy tym ze służbami innych państw, m.in. z Niemiec.

#### Edukacja
Dla uczniów przybywających z zagranicy, którzy nie znali języka polskiego lub znali go na poziomie niewystarczającym do nauki zorganizowano tzw. oddziały przygotowawcze. Kształcenie uczniów realizowane było zgodnie z podstawą programową kształcenia ogólnego oraz dostosowane pod względem treści nauczania, metod i form do potrzeb rozwojowych i edukacyjnych oraz możliwości psychofizycznych uczniów, w miarę możliwości organizacyjnych i kadrowych poszczególnych szkół.

#### Zwierzęta
Główny Lekarz Weterynarii złagodził przepisy dotyczące wwozu zwierząt, tak by uciekający przed wojną nie byli zmuszeni do porzucania swoich psów i kotów.

#### Cybertarcza Ukrainy
Stworzono akcję #TechforUkraine, w ramach której firmy i pracownicy z branży IT angażują się w pomoc dla Ukrainy. Polega ona między innymi na walce z dezinformacją (czyli odpieraniu cyberataków) oraz utrzymywaniu ukraińskich systemów informatycznych. Firmy informatyczne pomagają również uchodźcom, zatrudniając ich oraz tworząc aplikacje do pomocy organizacji pracy wolontariuszy.

### Węgry
Od początku rosyjskiej inwazji do 19 marca 2022 r. na Węgry przybyło 299,3 tys. osób z Ukrainy.

### Rumunia
Według stanu na 9 marca rumuńska straż graniczna zgłosiła wjazd do tego kraju 320 tys. obywateli Ukrainy, z czego 85,6 tys. pozostało w Rumunii.

### Słowacja
Według stanu na 19 marca Słowacja przyjęła ponad 240 tys. osób.

### Rosja
Według stanu na 19 marca do Rosji wyjechało 184,6 tys. uchodźców. Dodatkowo w okresie eskalacji napięcia tuż przed wojną (od 21 do 23 lutego) z separatystycznych republik na wschodzie Ukrainy wywieziono do Rosji ok. 50 tys. ich mieszkańców.

### Mołdawia
Według stanu na 7 marca MSW poinformowało o wjeździe do Mołdawii 239 tys. obywateli Ukrainy, z czego 75 800 pozostało w Mołdawii.

## Inne państwa

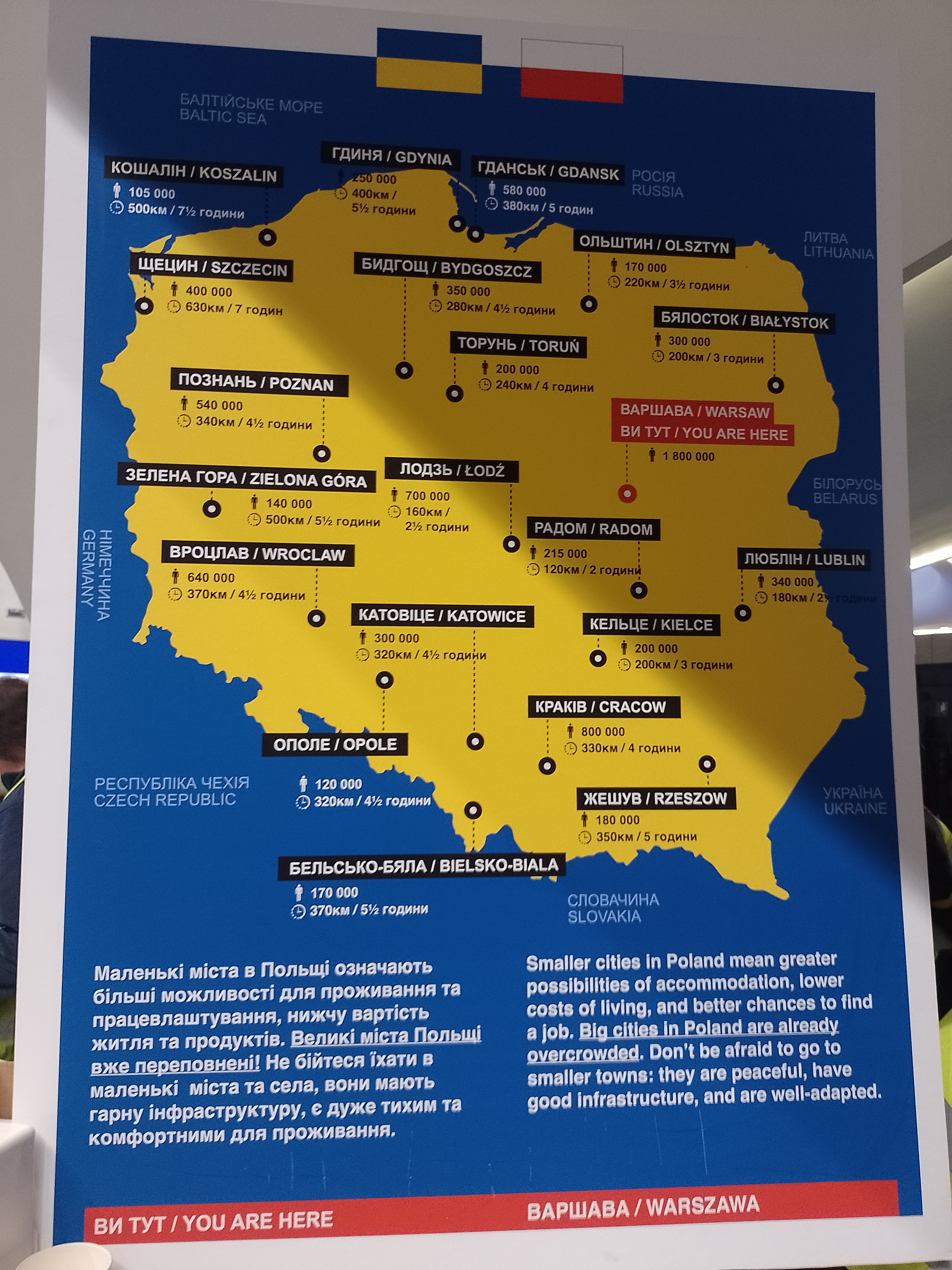
Tablica informacyjna

### Niemcy
Deutsche Bahn umożliwiła uchodźcom posiadającym ukraiński paszport lub dowód osobisty bezpłatny przejazd pociągami dalekobieżnymi z Polski do Niemiec.

### Francja
Według stanu na 7 marca 2022 r. liczbę ukraińskich uchodźców, którzy przybyli do Francji, szacowano na 4 tysiące.

### Czechy
Czechy przyjęły dotychczas ponad 100 tys. ukraińskich uchodźców (7 marca).

### Irlandia
Irlandzki rząd ogłosił, że prawdopodobnie przyjmie 100 000 uchodźców.

### Bułgaria
Od początku rosyjskiej inwazji do 14 marca 2022 r. do Bułgarii wjechało ok. 70 tys. uchodźców uciekających z Ukrainy, z czego ok. połowa pozostała w tym kraju. Uchodźcy deklarujący chęć zatrzymania się w Bułgarii otrzymują na granicy dokument legalizujący ich pobyt, umożliwiający korzystanie z rynku pracy, edukacji, służby zdrowia i wsparcia socjalnego.

### Litwa
14 marca 2022 rząd Litwy zadeklarował, że do kraju od początku wojny przybyło ponad 11 tysięcy uchodźców.

### Kanada
Rząd Kanady zobowiązał się do przyjęcia wszystkich Ukraińców, którzy zamierzają skorzystać z oferowanej pomocy. Do 5 maja 2022 wpłynęło 180 tys. wniosków, wydano pozytywne decyzje dla 71 tys. osób. Rząd Kanady otworzył centrum informacyjne dla ukraińskich uchodźców w Warszawie.

## Organizacje międzynarodowe

### Unia Europejska
4 marca 2022 Rada Unii Europejskiej jednomyślnie zgodziła się, po raz pierwszy w swojej historii, wdrożyć Dyrektywę o Ochronie Tymczasowej, aby uchodźcy uciekający z Ukrainy nie musieli przechodzić standardowej unijnej procedury azylowej. Ochrona tymczasowa to mechanizm nadzwyczajny, który daje prawo do pobytu w państwie członkowskim UE przez początkowy okres jednego roku, który może zostać przedłużony maksymalnie do trzech lat. Beneficjenci korzystają w całej UE z praw, takich jak prawo pobytu, dostęp do rynku pracy i mieszkań, pomocy medycznej oraz dostępu do edukacji dla dzieci.

## Zwierzęta
Zwierzęta domowe oraz pochodzące z ogrodów zoologicznych przed rozpoczęciem działań wojennych na Ukrainie obowiązywało wiele przepisów dotyczących mikrochipów i szczepień. Wiele władz UE krajów sąsiadujących z Ukrainą od tego czasu usunęło lub złagodziło wymogi, które muszą być spełnione, aby zwierzęta mogły przekroczyć granice.